# Meadville (Misisipi)
Meadville es un pueblo del Condado de Franklin, Misisipi, Estados Unidos. Según el censo de 2000 tenía una población de 519 habitantes y una densidad de población de 180.5 hab/km².

## Demografía
Según el censo de 2000, había 519 personas, 187 hogares y 126 familias residiendo en la localidad. La densidad de población era de 180,5 hab./km². Había 220 viviendas con una densidad media de 76,5 viviendas/km². El 82,85% de los habitantes eran blancos, el 15,41% afroamericanos, el 0,77% asiáticos y el 0,96% pertenecía a dos o más razas. El 0,58% de la población eran hispanos o latinos de cualquier raza.
Según el censo, de los 187 hogares en el 26,2% había menores de 18 años, el 55,1% pertenecía a parejas casadas, el 6,4% tenía a una mujer como cabeza de familia y el 32,1% no eran familias. El 28,9% de los hogares estaba compuesto por un único individuo y el 18,2% pertenecía a alguien mayor de 65 años viviendo solo. El tamaño promedio de los hogares era de 2,35 personas y el de las familias de 2,89.
La población estaba distribuida en un 18,5% de habitantes menores de 18 años, un 7,5% entre 18 y 24 años, un 20,2% de 25 a 44, un 21,2% de 45 a 64 y un 32,6% de 65 años o mayores. La media de edad era 47 años. Por cada 100 mujeres había 82,7 hombres. Por cada 100 mujeres de 18 años o más, había 74,1 hombres.
Los ingresos medios por hogar en la localidad eran de 31.750 dólares ($) y los ingresos medios por familia eran 46.250 $. Los hombres tenían unos ingresos medios de 28.542 $ frente a los 26.500 $ para las mujeres. La renta per cápita para la ciudad era de 15.788 $. El 17,6% de la población y el 8,5% de las familias estaban por debajo del umbral de pobreza. El 28,6% de los menores de 18 años y el 11,7% de los habitantes de 65 años o más vivían por debajo del umbral de pobreza.

## Geografía
Según la Oficina del Censo de los Estados Unidos, la localidad tiene un área total de 2,9 km², todos ellos correspondientes a tierra firme.